# Cachoeira do Formoso
14.597° S 58° 06' O
A Cachoeira do Formoso é uma queda-d'água localizada a 80 km do centro da cidade de Tangará da Serra, Mato Grosso.
A cachoeira está localizada em uma área indígena junto à Aldeia do Formoso. Para ir ao local é necessário autorização. Além de visitar a aldeia, conhecer os costumes indígenas e comprar o artesanato local, é possível tomar banho de cachoeira após fazer um rapel de 40 metros de altura
Outras atividades possíveis são a flutuação no Rio Bonito e a visita a gruta sagrada dos índios Paresi.